# Discurso de Posen

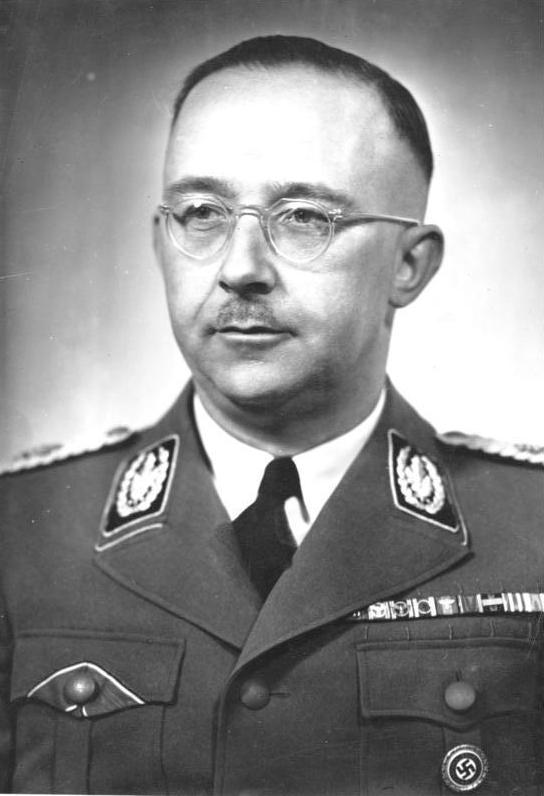
Retrato do Reichsführer-SS Heinrich Himmler, em 1942.

O Discurso de Posen (em alemão: Posener Reden) são dois discursos secretos, de três horas de duração, feitos pelo Reichsführer-SS Heinrich Himmler em 4 e 6 de outubro de 1943 a 92 oficiais da Schutzstaffel (SS), no Salão de Ouro do Castelo de Posen. 
Os discursos foram gravados em fonógrafos e assim conservados, sob a forma de documento. A cidade de Posen (atual Poznań) foi entre 1939 e 1945 a capital do distrito alemão de Wartheland, então uma parte da Polônia ocupada. 
Os discursos são os únicos documentos de um alto estadista nazista onde o assassinato dos judeus europeus é abordado diretamente. Foram assim uma das principais provas contra os maiores criminosos de guerra nos Julgamentos de Nuremberg. Os discursos são notáveis pelo fato de que neles fica clara toda a dimensão da perversidade da assim chamada "Solução final da questão judaica". Em seu discurso direcionado aos homens da SS, Himmler falou claramente do extermínio dos judeus inclusive mulheres e crianças. Himmler vai ainda além chamando em mente que todos os presentes saberiam o que é deparar-se com 100, 500 ou 1000 cadáveres amontoados - ter passado por isso e não obstante "ter permanecido decente", seria "uma página gloriosa que nunca deverá ser escrita" da SS.

## Citações do Discurso

### Sobre o extermínio dos judeus
"Eu quero também falar-lhes, abertamente, de um capítulo bastante sério. Deve ser debatido entre nós com total franqueza, mas apesar disso nós jamais falaremos desse assunto em público. Da mesma maneira que nós, em 30 de junho de 1934, não hesitamos em cumprir o dever que nos foi confiado e enviamos camaradas que cometeram erros ao paredão e os fuzilamos, dessa mesma maneira jamais falamos nem falaremos sobre isso.
Foi esse tato, que é óbvio e que eu tenho o prazer de dizer, nos é inerente, que nos fez nunca o discutir entre nós, nunca falar dele. Isso chocou a todos, mas todos tinham a certeza de que o fariam da próxima vez que tais ordens fossem emitidas e se fosse necessário.
Refiro-me  à evacuação dos judeus, o extermínio do povo judeu. É uma daquelas coisas de que é fácil falar: ‘O povo judeu está sendo exterminado’, diz um membro do partido, ‘isso é bem claro, está no nosso programa, eliminação dos judeus, e nós estamos a fazê-lo, exterminá-los." E eles vêm, os íntegros 80 milhões de alemães dignos, e cada um tem o seu judeu decente. Eles dizem que os outros são todos uns vermes, mas este é um judeu esplêndido. (...)  A maioria de vocês aqui sabe o que é ver 100 cadáveres alinhados um ao lado do outro, ou 500, ou mil. Passar por isso e, ao mesmo tempo — à parte  exceções devido à fraqueza humana — permanecer decente, foi o que nos fez fortes. É uma página gloriosa da nossa história, que nunca foi escrita e nunca será escrita, porque nós sabemos o quão difícil seria, se com os bombardeios, com o fardo e as privações da guerra, ainda tivéssemos judeus como sabotadores secretos, agitadores e desordeiros em todas as cidades. Nós estaríamos agora no estado em que estávamos em 1916 e 1917, se os judeus ainda fizessem parte da Alemanha."
"Tiramos-lhes a riqueza que tinham. Eu dei uma ordem estrita, que foi cumprida pelo Obergrupenführer das SS, Pohl, para que essas riquezas fossem, como é natural,  por completo entregues ao Reich. Nós não nos apropriamos de nada. Indivíduos que vierem a transgredir serão punidos de acordo com uma ordem que eu emiti no início que dava esta advertência: quem quer que tome um Marco sequer é um homem morto! Um número de homens da SS que transgrediram este decreto - não muitos deles - encontraram a morte sem misericórdia! Nós tínhamos o direito moral, nós tínhamos este dever perante nosso povo, de destruir esse povo que nos queria destruir. Nós porém não temos o direito de nos enriquecer com umas peles, um relógio, um Marco, com um cigarro, ou outra coisa qualquer. Porque nós exterminamos um germe, não queremos acabar por ser infectados pelo germe e morrer dessa forma. Eu jamais verei uma pequena área de septicemia se apoderar ou tomar conta de nós. Onde quer que se forme, vamos cauterizá-la. Ao todo, podemos afirmar que realizámos esta tarefa mais difícil por amor ao nosso povo. E o nosso espírito, a nossa alma, o nosso carácter, não foram feridos por causa disso."

### Sobre os russos
"Tudo que os senhores vierem a ouvir sobre um russo, é tudo verdade. É verdade que uma parte destes russos é ardentemente devota e acredita ardentemente na Mãe de Deus de Khasan ou de onde quer que seja, é pura verdade. É verdade que esses navegantes do Volga cantam divinamente, é verdade que o russo de hoje nos dias atuais é um bom improvisador e um bom técnico. É verdade que é também em grande parte carinhoso com as crianças. É verdade que ele pode trabalhar com empenho. É tanto quanto verdade que ele é asquerosamente preguiçoso. É também verdade que ele é uma besta sem escrúpulos que pode torturar e atormentar outros homens como nem um demônio seria capaz de imaginar. É também verdade que o russo, alto ou baixo, inclina-se às piores coisas, desde devorar seus camaradas até manter o fígado de seu vizinho numa cesta de pães. Isto está presente no nível de sentimentos e valores destes homens eslavos."
"O que acontece a um russo, ou a um checo não me interessa o mínimo. O que as nações podem oferecer na forma de bom sangue do nosso tipo, nós vamos tomar, se necessário, raptando os  seus filhos e criando-os aqui conosco. Se as nações vivem em prosperidade ou morrem de fome, só me  interessa enquanto nós precisarmos deles como escravos para a nossa cultura; caso contrário, não me interessa. Se 10.000 mulheres  russas caem de exaustão enquanto cavam uma vala antitanque, interessa-me apenas na medida em que a vala antitanque para a Alemanha esteja terminada. Nunca seremos rudes e sem coração quando isso não for necessário, isso é claro. Nós alemães, que somos o único povo no mundo que tem uma atitude decente para com os animais, também assumimos uma atitude decente para com estes animais humanos (Menschentieren). Mas é um crime contra o nosso próprio sangue preocuparmo-nos com eles e dar-lhes ideais, assim fazendo com que os nossos filhos e netos tenham mais dificuldades com eles. Quando alguém vem ter comigo  e diz: "Eu não posso cavar a vala anti-tanque com mulheres e crianças, é desumano, pois isso as mataria", então eu tenho que dizer: "Você é um assassino do seu próprio sangue, porque se a vala não for cavada, soldados alemães morrerão, e eles são filhos de mães alemãs. São o nosso próprio sangue".

## No Cinema
O cineasta Romuald Karmakar reviveu este discurso no ano 2000 no filme "Das Himmler-Projekt". No filme o ator Manfred Zapatka narra o texto completo. Durante a performance ele não está usando uniforme e fala a uma parede cinza.
Na série de TV de Heinrich Breloer Speer und Er (Speer e ele) discute-se a questão de se o ministro para armamentos Albert Speer se encontrava entre os ouvintes do discurso de Himmler. Um indício favorável a esta tese é o fato de ele se encontrar em Posen neste mesmo dia.